# Heliotropium dentatum
Heliotropium dentatum är en strävbladig växtart som beskrevs av Isaac Bayley Balfour. Heliotropium dentatum ingår i Heliotropsläktet som ingår i familjen strävbladiga växter. Inga underarter finns listade i Catalogue of Life.